# Công nhân lành nghề

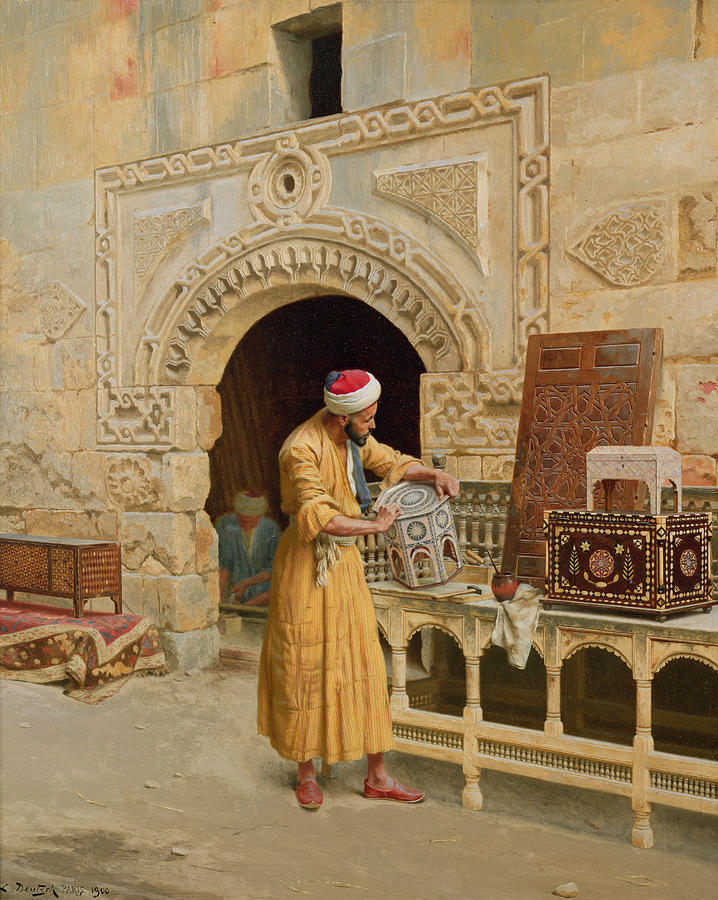
Họa phẩm của Ludwig Deutsch về một người thợ thủ công lành nghề

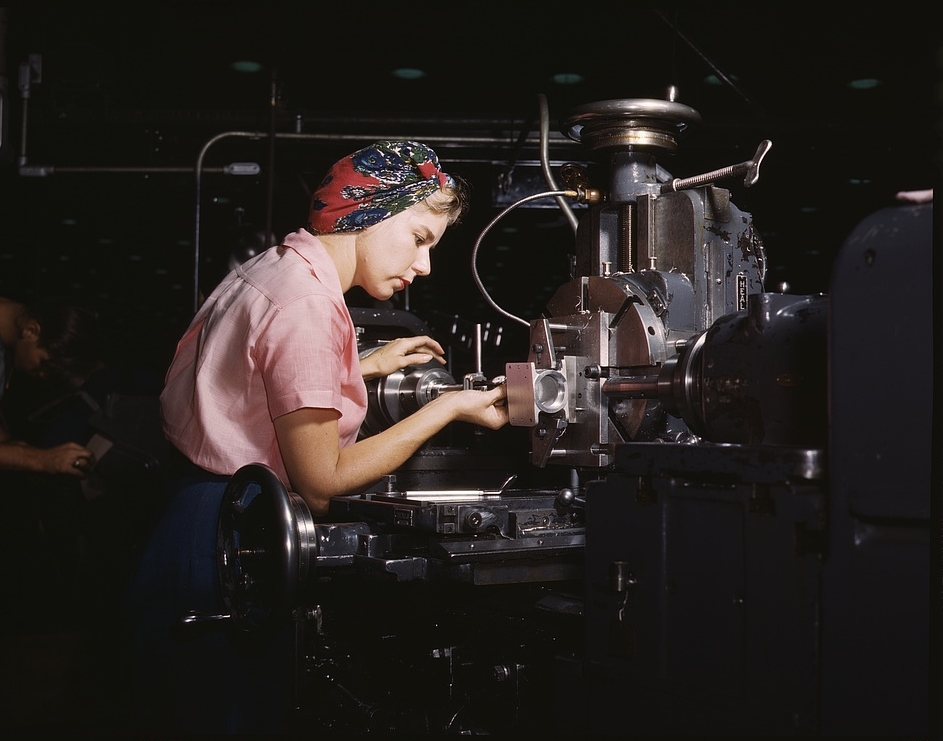
Một nữ công nhân lành nghề ở Mỹ

Công nhân lành nghề (Skilled worker) là bất kỳ người lao động nào có kỹ năng lao động (tay nghề) thuần thục, điêu luyện được đào tạo hoặc có kiến thức, kinh nghiệm đặc biệt mà sau đó họ có thể áp dụng nhuần nhuyễn vào công việc của mình. Một người lao động lành nghề có thể đã học được kỹ năng của họ thông qua kinh nghiệm làm việc, đào tạo tại nơi làm việc, một chương trình học nghề hoặc đào tạo chính quy. Những kỹ năng này thường dẫn đến kết quả kinh tế tốt hơn. Định nghĩa về người lao động lành nghề đã thay đổi trong suốt thế kỷ XX, phần lớn là do tác động công nghiệp của Đại suy thoái và Chiến tranh thế giới thứ II. Những thay đổi tiếp theo trong toàn cầu hóa đã khiến định nghĩa này thay đổi nhiều hơn nữa ở các nước phương Tây, với nhiều công việc chuyển từ các ngành dựa trên sản xuất sang các vai trò dựa trên kỹ thuật và dịch vụ tiên tiến hơn. Ví dụ về lao động có tay nghề được đào tạo chính quy bao gồm kỹ sư, nhà khoa học, bác sĩ và giáo viên, trong khi ví dụ về lao động được đào tạo ít chính quy hơn bao gồm người vận hành cần cẩu, tài xế xe tải CDL, thợ máy, người soạn thảo, thợ sửa ống nước, thợ thủ công, người nấu ăn và người giữ sổ sách. Ở khu vực phía bắc Hoa Kỳ, liên đoàn thủ công có thể đóng vai trò là chất xúc tác để phát triển sự đoàn kết mạnh mẽ ủng hộ lao động lành nghề trong thời kỳ Thời đại mạ vàng (1865-1900). 
Vào đầu những năm 1880, các công đoàn thủ công của những người thợ lành nghề đã song hành cùng Hiệp sĩ Lao động nhưng sự hòa hợp này không kéo dài được lâu và đến năm 1885, ban lãnh đạo của Hiệp sĩ đã trở nên thù địch với công đoàn. Các Hiệp sĩ lập luận rằng sự chuyên môn hóa của công nghiệp hóa đã làm suy yếu quyền thương lượng của lao động lành nghề. Điều này đúng một phần vào những năm 1880 nhưng vẫn chưa khiến sự tồn tại của chủ nghĩa công đoàn thủ công trở nên lỗi thời. Ngoài việc sử dụng chung thuật ngữ lao động lành nghề, nhiều cơ quan hoặc chính quyền, cả liên bang và địa phương, có thể yêu cầu người lao động có tay nghề phải đáp ứng các thông số kỹ thuật bổ sung. Những định nghĩa như vậy có thể ảnh hưởng đến các vấn đề như nhập cư, giấy phép và đủ điều kiện để du lịch hoặc nơi cư trú. Ví dụ, theo Cơ quan Di trú và Nhập tịch Hoa Kỳ, các vị trí người lao động có tay nghề không phải là theo mùa hoặc tạm thời và yêu cầu ít nhất hai năm kinh nghiệm hoặc đào tạo. 
Công việc có tay nghề khác nhau về loại hình (dịch vụ so với lao động), yêu cầu về giáo dục (học nghề so với cao đẳng sau đại học) và tính khả dụng (tự do so với theo yêu cầu). Mỗi sự khác biệt thường được phản ánh thông qua vị trí việc làm, cơ hội, trách nhiệm và (quan trọng nhất) là mức lương. Cả lao động có tay nghề và không có tay nghề đều quan trọng và không thể thiếu đối với sự vận hành trơn tru của một xã hội thị trường tự do và/hoặc chủ nghĩa tư bản. Theo Alan Greenspan, cựu chủ tịch của Ngân hàng Dự trữ Liên bang, "Việc tăng cường sự nhạy cảm của trường tiểu học và trung học đối với các lực lượng thị trường sẽ giúp khôi phục sự cân bằng giữa nhu cầu và nguồn cung lao động có tay nghề tại Hoa Kỳ". Tuy nhiên, nhìn chung, công nhân lành nghề được đánh giá cao hơn đối với một công ty nhất định so với những nhân sự công nhân không lành nghề, vì công nhân lành nghề có xu hướng khó thay thế hơn. Do đó, công nhân lành nghề có xu hướng đòi hỏi nhiều hơn về mặt bồi thường tài chính vì những nỗ lực của họ. Theo Greenspan, thì những người người quản lý công ty sẵn sàng trả giá cao hơn để có được công nhân lành nghề vì họ xác định tình trạng thiếu lao động lành nghề là một trong những vấn đề lớn nhất hiện nay của sự phát triển doanh nghiệp. Việc chảy máu chất xám là mối quan tâm của các quốc gia đang phát triển, với các quốc gia giàu có nhất được hưởng lợi từ các nguồn lực giáo dục của các quốc gia ít có khả năng mất đi những năm tháng sự nghiệp hiệu quả nhất của các chuyên gia có tay nghề cao của họ. Yếu tố này làm giảm động lực đầu tư vào giáo dục ở cả thế giới đang phát triển và phát triển, vì sinh viên nước ngoài và người lao động nước ngoài hạn chế cơ hội cho công dân ở các quốc gia tiếp nhận.